# Murades de Palma

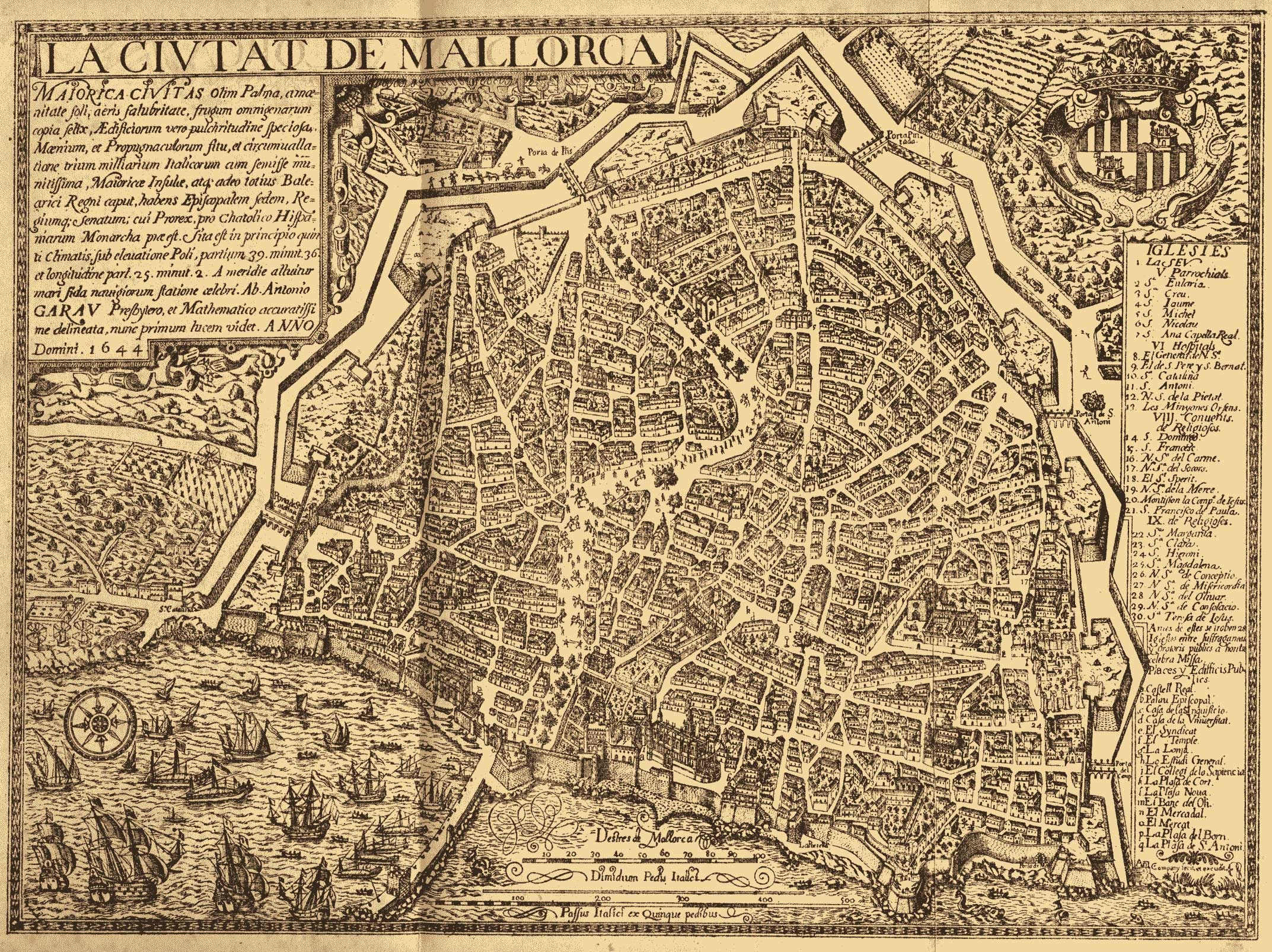
Plànol de Palma de 1644, on es veu el recinte de les murades.

Les murades de Palma eren un conjunt d'elements defensius que envoltaven la ciutat, entre els quals hi havia bastions, revellins, portes, torres, un vall i el perímetre de la murada. El primer recinte murari de Palma fou bastit, probablement, durant el Baix Imperi, i era força reduït. En època islàmica aquest primer recinte patí una petita ampliació i, més tard, en el període dels regnes de Taifes, es bastí un nou perímetre, molt més extens, que gairebé abraçava tot l'actual centre històric. El recinte baixmedieval, ja sota domini català, comportà una petita expansió per la part de mar. Finalment, el darrer recinte, el renaixentista, fou bastit entre el segle xvi i el xvii i parcialment esbucat entre l'acabament del segle xix i el segle xx. Del primer amb prou feines hi ha cap romanalla, mentre que del recinte medieval es conserva qualque element i del renaixentista es conserven tres bastions i ben bé dos quilòmetres de murada, a més de qualque altre element. A més, les Avingudes que envolten el centre de la ciutat recorren el traçat de l'antiga murada.

## Primer recinte romà

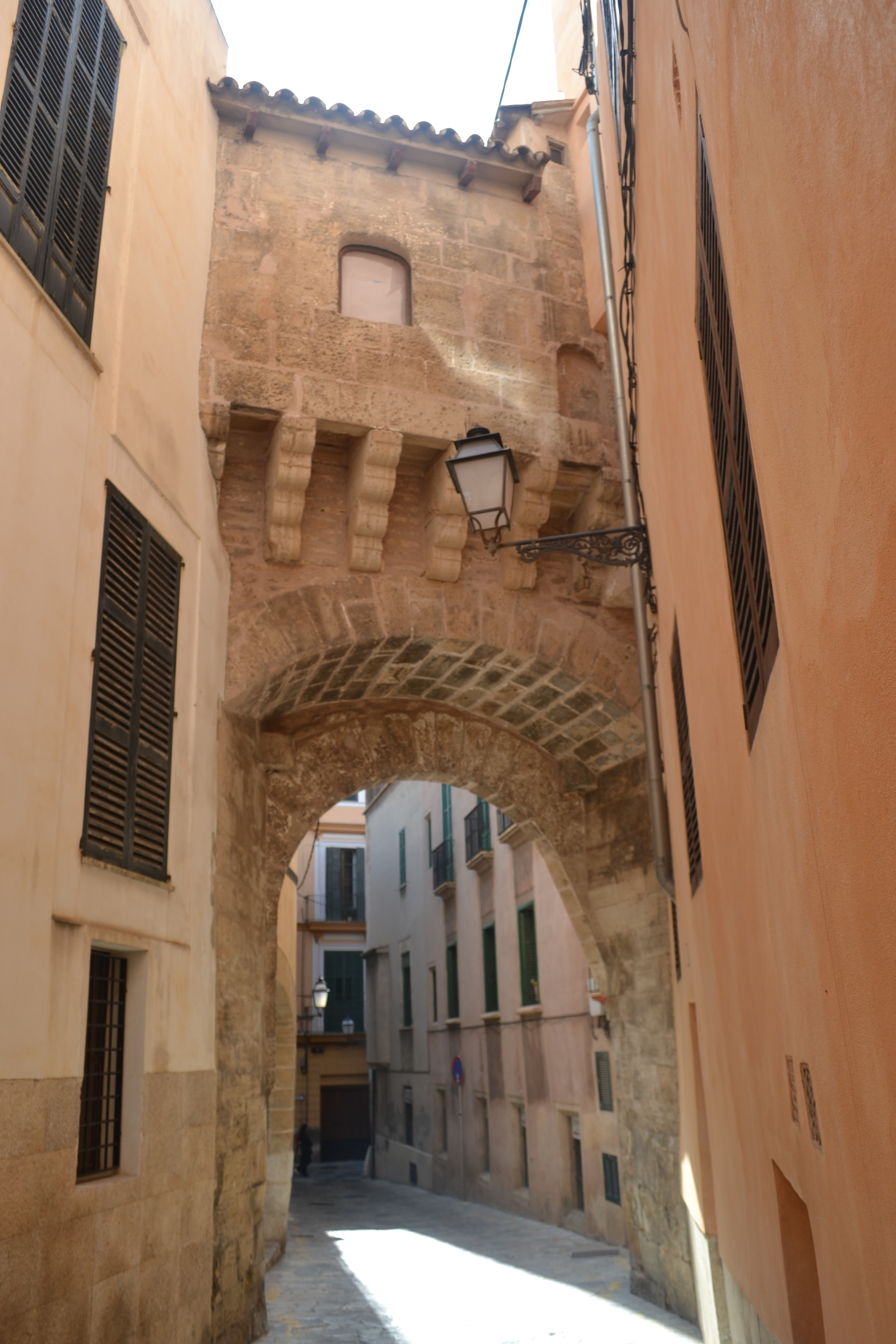
L'Arc de l'Almudaina es considera un arc d'època islàmica remodelat, però que formava part de l'antiga murada tardoromana

La ciutat de Palma fou fundada després de l'any 123 aC pel cònsol romà Quint Cecili Metel, que en va triar el lloc pel seu valor estratègic: en una badia, dalt d'un pujolet i adjacent a una cala que feia un petit port. En un primer moment, la ciutat no comptava amb murades, i així fou fins al segle ii; però cap als segles iii-iv es bastí un recinte murat que recorria, aproximadament, el Mirador (encara existent, sota la catedral) i els carrers del Palau, de Can Anglada, de l'Almudaina i de Palau Reial. Pel que fa a les portes, se n'ha conservat una, si bé força modificada: l'Arc de l'Almudaina, situat en aquest carrer, en el segment comprès entre els carrers d'en Morei i de Can Anglada; a més, hi ha dues portes més documentades, la dita Volta Pintada, al carrer de Palau Reial, tocant a Cort, i la dita Porta de Valldigna, al carrer de Sant Pere Nolasc. Encara hi hauria hagut una altra porta al carrer de Palau Reial, que conduïria cap a ponent. Pel que fa a les torres, sembla que les torres de l'Almudaina de la façana que mira a la Seu podrien coincidir amb les antigues torres de la murada tardoromana; també se n'ha trobada una als jardins del Bisbe i una altra adjacent al palau del Bisbe. També s'han conservat bocins del mur a Can Bordils i als jardins del Bisbe.
És possible que la totalitat del recinte sols s'assolís per parts, i es bastís primer la ciutadella (probablement, sobre un campament primigeni), després un primer perímetre a la part més pròxima a la costa i posteriorment ampliat gairebé fins a Cort. També hi ha dubtes respecte la possibilitat que el palau de l'Almudaina fos, efectivament, l'antiga ciutadella romana: hi ha hagut autors que han assenyalat que el castrum romà podria haver estat situat a llevant de l'actual Almudaina, la qual seria una obra d'època islàmica.
Per molt que la Palma tardoromana pogués créixer més enllà de les murades, sembla que durant el domini vàndal i durant el domini romà d'Orient el perímetre no es modificà, més enllà de la possibilitat que patissin reformes i reparacions, i que no fou fins que els musulmans conqueriren Mallorca que es pogué produir la primera ampliació del perímetre de la murada. Sembla que, fins a la conquesta islàmica, la ciutat tenia pocs habitants.

## Expansió andalusí

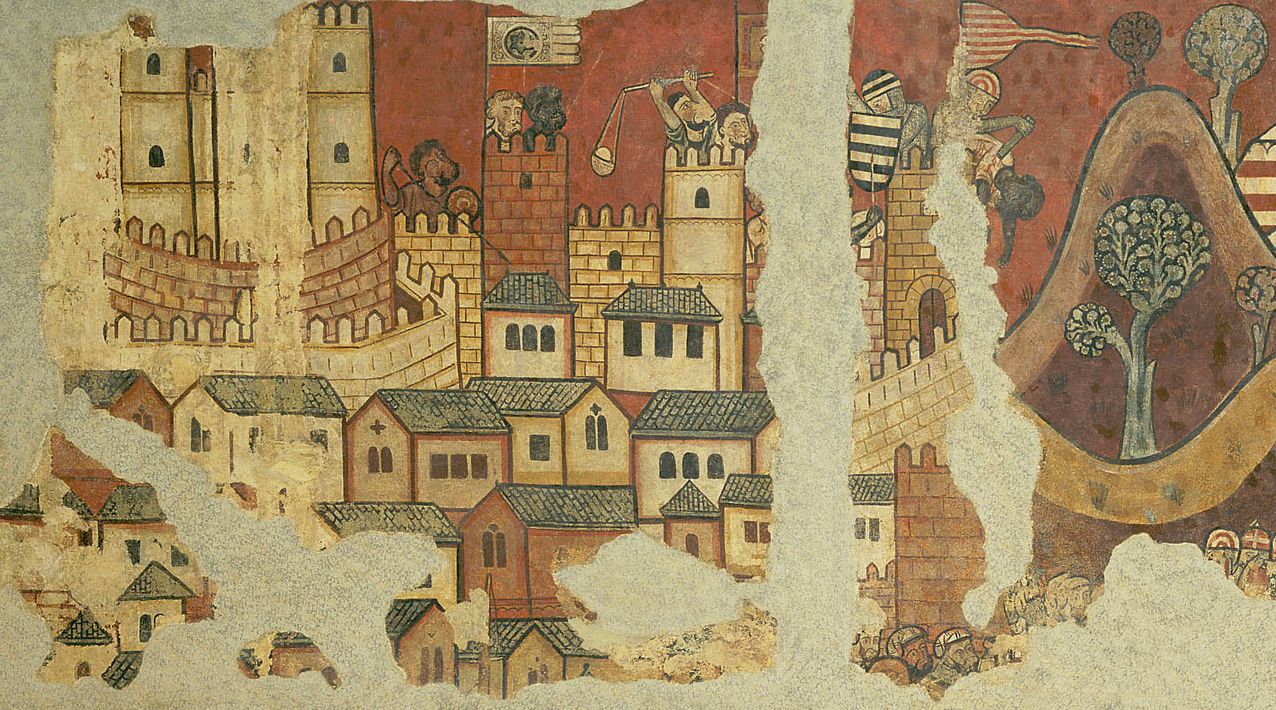
Detall de la murada àrab durant el setge del 1229

L'arribada de musulmans nord-africans sota l'Emirat de Qúrtuba l'any 902 comportà la renovació d'aquestes infraestructures. L'any 903, Issam al-Khawlaní és nomenat primer valí de les illes i amb ell s'inicia una nova remodelació de la ciutat, que portarà a la reconstrucció de les antigues murades tardoromanes i a la construcció de bastions d'estil àrab al llarg de la costa. Cal suposar que la ciutat començà l'expansió (o continuà d'expandir-se) extramurs, i aparegueren nous barris fora de l'antic recinte amuradat que, més tard, portarien la ciutat a edificar noves murades que protegissin les noves barriades.

### Primer recinte
La primera murada musulmana, doncs, seguiria fonamentalment el traçat de la tardoromana però amb una petita ampliació, de manera que no recorreria el carrer del Palau Reial ans l'actual carrer de Conquistador. Sembla que l'espai guanyat fou lliurat als jueus. També seria durant l'emirat i el califat que s'edificaria l'alcàsser de l'Almudaina, si bé hi ha controvèrsia respecte de la possibilitat que s'alci sobre una preexistència romana. Comptava amb les portes següents:
- Porta Ferrissa o Ferrenca, situada a la costa de la Seu, la qual coneixem només per les fonts documentals.[12]
- Porta dels Jueus o Volta dels Polls, dita així perquè just després de la conquesta catalana aquesta porta pegava al barri jueu, i perquè es trobava a l'actual carrer de la Victòria, el qual anteriorment s'havia anomenat carrer dels Polls de Sant Domingo. Tampoc no tenim constància d'aquesta porta més que per les fonts documentals.[13]
- Bâb Cartuca o Volta Pintada, Volta de Sant Pere o Volta de Cort, situada al carrer del Palau Reial, la qual també coneixem gràcies a les fonts documentals.[14]
- Bâb Hidjnawî o Arc de l'Almudaina, la sola porta conservada de tot el recinte, que es troba al carrer de l'Almudaina, tot i que ha estat refeta diverses vegades i no conserva elements d'època romana.[15] Prendria el nom d'una mesquita situada no gaire lluny de la porta.
- Porta de Valldigna o Volta enderrocada de n'Olesa de Vinagrella, situada al carrer de Sant Pere Nolasc i perduda el 1649.[16][4]

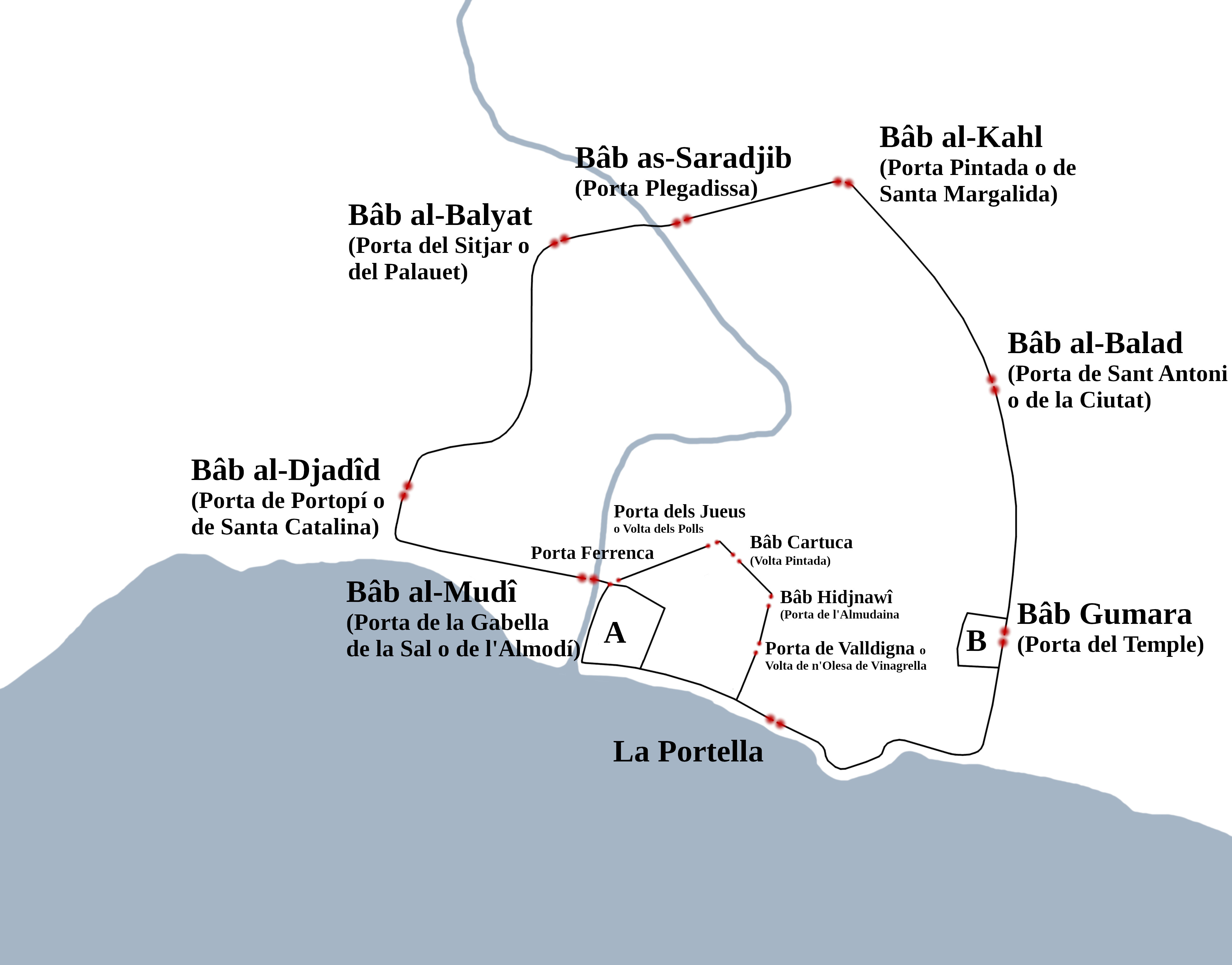
Portes de la murada musulmana de Palma amb el nom àrab històric i el nom popular

### Segon recinte
Durant el període de la Taifa la ciutat havia sobrepassat els límits de la murada, de manera que l'emir Mubàixxir Nàssir-ad-Dawla ordenà de bastir un nou recinte, molt més gran, que tenia, no obstant això, una densitat de població força baixa atès que comprenia molts d'horts urbans. Aquest recinte gairebé coincidia amb el futur perímetre de la murada renaixentista (molt aproximadament, les actuals Avingudes) llevat de la part de l'Hort d'en Moranta i la part sud del barri de la Llonja (vegeu la imatge). Per molt que es bastís un nou perímetre, l'antiga murada no s'esbucà, de manera que la ciutat comptava amb dues murades; el primer recinte, el més petit, rebia el nom d'Al-Mudayna, i encara ara el barri s'anomena l'Almudaina. La primera murada, amb el temps, s'anà integrant en els edificis i les illetes de l'entorn, però sembla que els primers segles de la dominació cristiana encara se'n conservaven parts significatives, com les ja mencionades portes. Tots dos recintes consistien, originàriament, en un sistema de torres de defensa i vigilància unides per una murada.
Pel nou recinte hom bastí vuit portes:
- Bâb al-Djadîd o Porta de Portopí o de Santa Catalina. Bâb al-Djadîd significa porta nova en àrab. Es tracta de la porta que conduïa cap a Portopí i hi ha la controvèrsia si es trobava alineada amb el carrer de Sant Feliu o amb el carrer de Sant Pere.
- Bâb al-Balyat o Porta del Sitjar o del Palauet. Aquesta porta s'alineava amb el carrer de la Concepció.
- Bâb as-Saradjib o Porta Plegadissa. Bâb as-Saradjib podria voler dir porta balustrada. Aquesta porta devia conduir cap a les valls de Puigpunyent i Esporles.
- Bâb al-Kahl o Porta Pintada, adaptat sovint sota la forma Bebalcofol, és la porta per on entrà el Rei en Jaume el 31 de desembre de 1229. L'arrel de Kahl es pot relacionar amb l'arrel àrab del plom, cosa que es pot relacionar amb el fet que aquesta porta mira cap a Bunyola, el sol lloc de l'illa on es pot extreure plom. Estava alineada amb el carrer de Sant Miquel. Aquesta porta es conservà intacta després de la reforma renaixentista pel valor simbòlic que tenia, eix central durant molts d'anys en la festa de l'Estendard, i fou declarada monument nacional; no obstant això, l'Ajuntament l'esbucà una nit de 1912.
- Bâb al-Balad o Porta de Sant Antoni o de la Ciutat. Bâb al-Balad significa porta de la ciutat, i probablement era la porta principal d'accés a la ciutat. Estava alineada amb el carrer del Sindicat, el carrer major de la ciutat sarraïna. Se'n conservaren restes fins a l'any 1910.
- Bâb Gumara o Porta del Temple. Gumara o Gomera seria el nom que prendrien les terres del sud de Mallorca, de les quals s'arribaria a la ciutat per aquesta porta. Estava alineada amb el carrer del Sol.
- La Portella. El nom àrab d'aquesta porta no s'ha conservat. Aquesta porta encara es conserva (al carrer del mateix nom, adjacent a Cal Marquès de la Torre), si bé possiblement força modificada.
- Bâb al-Mudî o Porta de la Gabella de la Sal o de l'Almodí. Aquesta porta també es conserva, al carrer de Mar just a tocar del carrer dels Apuntadors.
- A la documentació del Repartiment apareix citada una altra porta, Bab al-Gadr, literalment porta de la traïció, però no s'ha pogut localitzar i hom dubta que no es tracti d'un nom alternatiu d'una de les portes anteriors.

Després de la croada pisano-catalana de 1115, hom veié que la ciutat estava mal defensada per la part de llevant i es bastí una nova fortificació, l'Almudaina Gumara, coneguda després amb el nom del Temple, situada davant la Bâb Gumara. La fortificació encara conserva les dues torres que protegeixen la porta interior, mentre que bona part de la resta d'elements ha estat molt alterada i la porta exterior, després de ser cegada, fou enerrocada a la començança del segle xx.

## Reconstrucció medieval

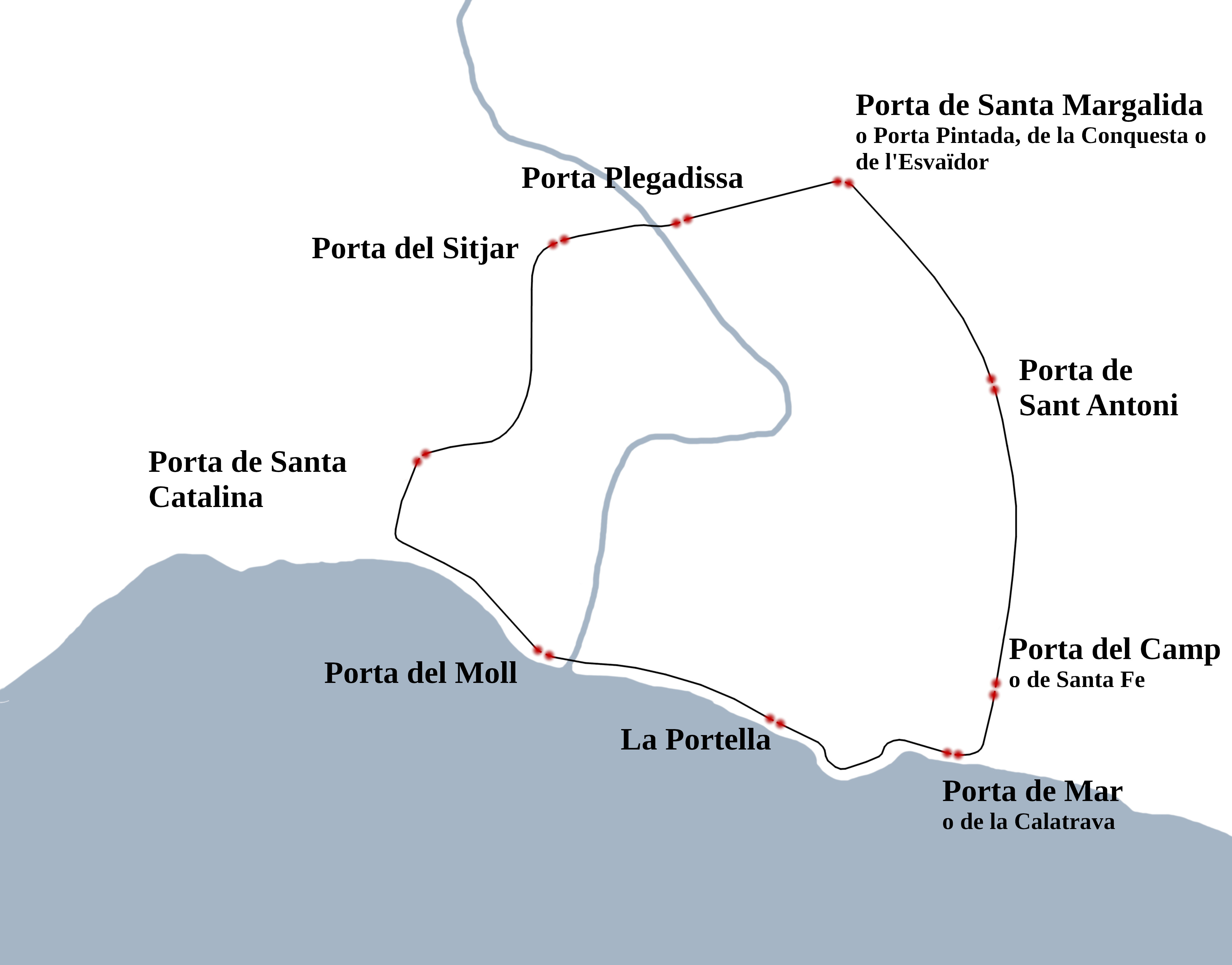
Portes de la murada baixmedieval de Palma

Durant el setge de la ciutat les murades resultaren força malmeses i hagueren de ser reparades per força. No obstant això, l'estructura fonamental no es va modificar, de manera que el traçat de la darrera murada islàmica i el de la primera murada cristiana eren pràcticament idèntics. Solament diferien en el pas pel barri de les drassanes: en qualque moment entre la conquesta i el segle xv s'amplià el perímetre de la murada, que passava pel carrer dels apuntadors, i es bastí un nou perímetre per l'actual passeig Sagrera. Pel que fa a les portes d'accés, fonamentalment eren les mateixes que les islàmiques, però havien pres noms nous, n'hi havia que havien modificat la seva situació i se n'havia feta una de nova:
- Porta de Santa Catalina o de Portopí. Pren el nom de l'hospital de Santa Catalina, establert el segle xiv ben devora aquesta porta. Possiblement no es trobava allà mateix que la porta islàmica de Bâb al-Djadîd, ans alineada amb l'actual pont sobre la Riera.
- Porta del Sitjar. Pren el nom del fet que antigament, en aquell lloc, s'hi trobaven força sitges o dipòsits de gra. Es correspon amb la porta islàmica de Bâb al-Balyat.
- Porta Plegadissa. Deu prendre el nom del fet que devia tenir aquesta característica. Es correspon amb la porta islàmica de Bâb as-Saradjib i es conservà, si més no la volta, fins a mitjan segle xix.
- Porta de Santa Margalida o Pintada, de l'Esvaïdor o de la Conquesta. Els noms es deuen al fet que la porta tenia unes creus vermelles pintades, que es trobava devora el convent de Santa Margalida i al fet que és la porta per on entrà el Rei en Jaume quan conquerí la ciutat. Es correspon amb la porta islàmica de Bâb al-Kahl o Bebalcofol. Després de la construcció de les murades renaixentistes hom conservà aquesta porta però perdé la funció de comunicar l'interior amb l'exterior de la ciutat; per aquesta funció es bastí una nova porta, de manera que el nom de Porta Pintada s'especialitzà per la renaixentista i el de Porta de Santa Margalida o de la Conquesta ho feu per la medieval. Estava situada a l'encreuament entre els carrers de Sant Miquel i de Marie Curie.
- Porta de Sant Antoni. Pren el nom de l'antiga església de Sant Antoni de Pàdua, es correspon amb la porta islàmica de Bâb al-Balyat. Se'n conservaren romanalles fins a 1910.
- Porta del Camp o de Santa Fe. Pren el nom del fet que portava al camp i de la proximitat de l'església de Santa Fe. Mentre que la porta islàmica de Bâb Gumara estava situada a la cara exterior del Temple, la porta medieval estava alineada amb el carrer de Santa Fe o amb el d'Antoni Planas Franch.
- Porta de Mar o de la Calatrava. Pren el nom del fet que mirava cap a la mar i del fet que es trobava al barri de la Calatrava. Aquesta fou la sola porta que s'obrí respecte de les que ja existien en època islàmica. També fou coneguda amb el nom de Porta de Sant Cristòfol, pel fet que era el sant que es venerava de l'església de Santa Fe, pròxima a la porta, i que en qualque moment podria haver portat el carrer que conduïa a la porta. Fou enderroccada a les acaballes del segle xix.
- La Portella. Es correspon amb una porta islàmica de la qual no coneixem el nom. Encara es conserva, uns metres més enrere que la porta renaixentista, vora Cal Marquès de la Torre.
- Porta del Moll. Es trobava alineada amb el carrer de Mar, com la porta islàmica de Bâb al-Mudî, però la islàmica (encara conservada) se situa al començament del carrer, mentre que la cristiana se situava al final, a tocar de l'antic bastió del Moll, a ponent.

A partir del segle xv l'estat de les murades començà a ser deficient, a causa de la falta de manteniment, de les riuades i, en menor mesura, de les incursions pirates de què la ciutat s'havia de defensar. De vegades la ciutat rebia finançament reial per dur a terme les reparacions, però sovint s'havien d'imposar talles que pagaven els mateixos ciutadans. No obstant els esforços, l'estat de la murada no arribà a assolir un estat satisfactori i cap al segle xvi es començà a imposar la idea de bastir un nou recinte més modern i preparat per les noves tècniques d'enginyeria militar, atès que la nova artilleria ja havia deixat palès durant les Germanies que els recintes tradicionals havien romàs obsolets. Així, ja cap al final del segle xv i a la començança del segle xvi hom construí una sèrie bastions circulars, com ara el del Sitjar, bastit el 1499, que foren substituïts i aprofitats en la construcció dels nous bastions renaixentistes. Els nous bastions eren el substitut i l'adaptació als nous temps de les antigues torres de les murades.

## Murada renaixentista

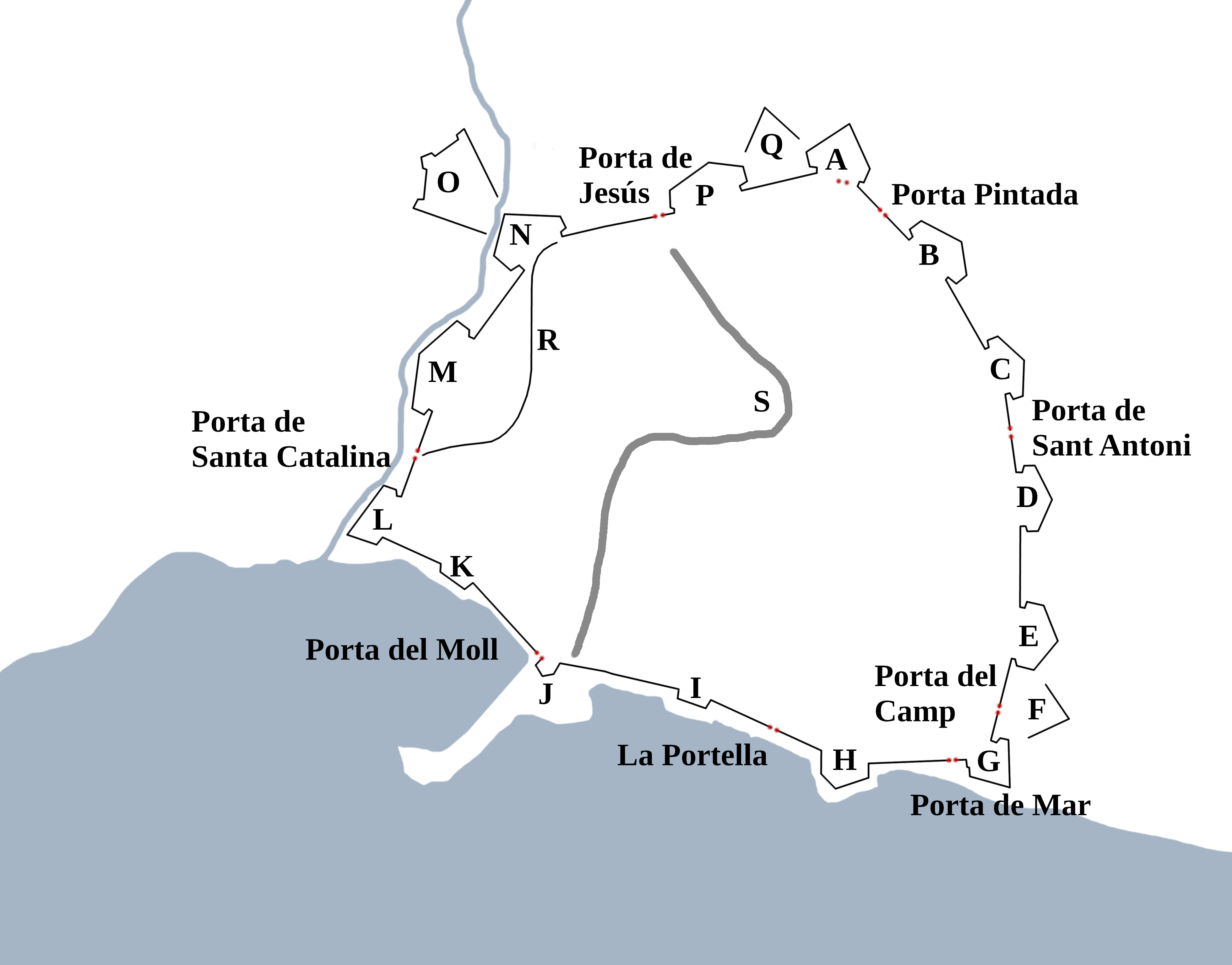
Portes i bastions de la murada renaixentista de Palma

Després del setge de Viena i la presa de Rodes per part de l'Imperi Otomà, el Rei Carles i, posteriorment, Felip II prengueren consciència del perill que comportava el turc, especialment agressiu durant el regnat de Solimà el Magnífic i el del seu fill, i dirigiren llurs interessos cap a la Mediterrània, per contrarestar el poder otomà. Així doncs, la nova estratègia política consistí a fortificar les ciutats mediterrànies i els punts costaners per defensar la població dels atacs de pirates i corsaris turcs, i en concret, a les Balears, una vegada que havien rebutjat l'opció d'abandonar les illes, el rei planificà un projecte de tot un sistema defensiu que englobava les tres illes (cal recordar que, aleshores, Formentera romania despoblada): el projecte comportava, a més de fortificar les principals ciutats (Palma, Alcúdia, Eivissa i Maó), modernitzar la marina de guerra i establir tot un sistema de vigilància de la costa de Mallorca, Eivissa (Formentera inclosa i Menorca per mitjà de torres i talaies, el qual fou ideat per Joan Binimelis.
No obstant això, els interessos del rei aürtaren contra els de la Universitat, que temia de no poder fer front a les despeses d'un projecte aital i es conformava amb reparar els bocins de murada en mal estat, una postura inacceptable per part del poder reial que entenia que la infrastructura vigent era totalment inútil davant els avanços recents en artilleria. És així que es produïren nombrosos enfrontaments polítics entre els lloctinents del rei (primer Gaspar de Marrades i després Guillem de Rocafull) i els jurats per defensar els seus interessos. Durant aquest primer període, el rei contractà els serveis de diversos enginyers com ara Joanot Ros, Luís de Montemayor, Hug de Courtray i Joan Baptista Calvi, que dugueren a terme diversos projectes de reforma del sistema defensiu els quals, principalment, se centraven en la construcció de nous bastions i no modificaven la murada, almanco a curt termini. D'aquesta manera es començà un bastió a Santa Margalida el 1543, un al Socors el 1548, un a l'actual bastió del Príncep anomenat bastió dels Capellans, un a la zona de Sant Antoni el 1556 i un de nou al Sitjar, també el 1556. Si bé foren projectats per diversos enginyers, sembla que tot plegat ja obeïa a un projecte de reforma global. En qualsevol cas, però, persistia la idea de no modificar el perímetre de les murades, que eren secundàries respecte el predomini dels bastions.
Les aspiracions del rei Felip s'accentuaren arran de la rebel·lió de les Alpujarras per la por que el turc posàs un peu en terres peninsulars, i contractà l'enginyer Giacomo Paleazzo Fratín per estar al capdavant del projecte. Així doncs, a partir de 1575 la cosa canvià i el projecte començà a ser més ambiciós: comportava enderrocar la murada medieval per bastir-ne una de nova, la qual guanyaria les terres de l'Hort d'en Moranta i suposaria que es desviàs el llit de la Riera perquè no passàs per dins la ciutat, i també implicava de cegar una partida de portes. Persistia, però, la idea que la part principal eren els bastions. El rei només aconseguí que la Universitat cedís a aquest nou projecte acceptant de fer-se càrrec de la meitat de les despeses. Les estructures eren les següents:
- Bastió de Sant Pere o de Santa Catalina o de la Creu. Pren el nom del carrer de Sant Pere, de l'antic hospital de Santa Caterina i de l'església de Santa Creu. Es construí sobre un bastió preexistent. Fou bastit entre 1575 i 1578, però les obres definitives no acabaren fins al 1646. Els segles xvi i xvii hi hagué l'escola d'artilleria del Regne de Mallorca. És un dels tres bastions que encara es conserven[34].
- Porta de Santa Catalina. Es trobava alineada amb l'actual pont sobre la Riera, i probablement no se situava al mateix punt on hi havia hagut la porta medieval. Sembla que hi hagué una primera porta, el segle xvi, aferrada al bastió, i una segona porta, de 1644, amb un escut quatribarrat i dos escuts de la ciutat, conservats respectivament a l'Almudaina, a Ca la Gran Cristiana i a l'entrada de l'Hort del Rei. El pont sobre el vall es conserva, si bé antigament tenia set arcs i actualment solament en té quatre[34].
- Bastió d'en Moranta o d'Urries. Pren el nom dels horts que hi havia vora aquest bastió i del lloctinent Joan d'Urries, qui començà les obres del bastió el 1575. Cap a darrers del segle xvi ja estava gairebé acabat, tot i ser un bastió de nova planta[35].
- Bastió del Sitjar. Es construí sobre un bastió preexistent. Fou bastit el 1575 però les obres definitives no acabaren fins al 1670. Aquest bastió cegà l'antiga porta del Sitjar.
- Porta de Jesús. En un principi no estava planificada. Pren el nom del camí que duia al convent de Jesús. Fou construïda el segle xvii i tenia un escut quatribarrat que encara es pot contemplar, traslladat a la costa de la Seu[34].
- Bastió de Jesús o de les Parellades. Pren el nom dels horts que hi havia devora, dits les Parellades. Les obres començaren el 1575 però s'estengueren molt d'anys. Era un bastió de nova planta.
- Bastió de Santa Margalida o de la Porta Pintada. Es començà a bastir cap a 1575 damunt un bastió preexistent, però s'acabà anys més tard. Condemnà la porta de Santa Margalida, la qual, no obstant això, no s'enderrocà, i conduïa al bastió.
- Porta Pintada o Porta Pintada nova. Fou la porta alternativa a la cegada porta de Santa Margalida, i se situava al final de l'actual plaça del mateix nom. Fou acabada el 1628 i tenia un escut quatribarrat conservat a Ca la Gran Cristiana[36].
- Bastió d'en Sanoguera. Pren el nom del virrei Sanoguera. Es començà a bastir més tard que els anteriors, cap a començament del segle xvii, i era un bastió de nova planta.
- Bastió de Sant Antoni. Es construí sobre un bastió preexistent. Les obres començaren també més tard, i cap a 1613 ja estava acabat[37]. Aquest bastió cegà l'antiga porta de Sant Antoni, la qual pervisqué en restes fins a 1910.
- Porta de Sant Antoni o Porta de Sant Antoni nova. Aquesta porta es planificà uns metres més al sud que l'antiga porta, alineada amb l'actual carrer de Manacor. Es construí quan es bastí el bastió de Sant Antoni, cap a 1613[37]
- Bastió del Sacorrador o de Vilaragut. Es començà a bastir juntament amb els anteriors, cap al començament del segle xvii, i s'alçava sobre un antic bastió pentagonal[38].
- Bastió de Sant Jeroni. Anteriorment havia rebut els noms de Bastió del Socors i del Temple. Era de nova planta i s'alçà cap al començament del segle xvii[39].
- Porta del Camp. Aquesta estava alineada amb el carrer de Santa Fe. Fou la primera porta renaixentista de la ciutat, dels primers anys del segle xvii. El pont que superava el vall encara es conserva, davall la plaça, i es pot observar per la part que mira a la mar[40].
- Bastió del Príncep. S'alçava sobre un antic bastió, anomenat bastió dels Capellans. Fa referència al príncep Felip II. Es començà cap a 1597 i a la començança del segle xvii ja estava acabat. És un dels tres bastions que encara es conserven. Darrerament s'han esbucat els edificis que s'hi havien bastit i més recentment s'ha inaugurat un parc[41].
- Porta de Mar. És una de les dues portes que es conserva. Es troba al final del carrer de la Porta de Mar, pocs metres més avançada del punt on hi havia la porta medieval. Com tota la façana marítima, és bastida en una data força tardana, el 1727[34].
- Bastió d'en Berard. Pren el nom de la família Berard, que tenia la casa a prop d'aquest bastió. És un dels tres bastions que encara es conserva. S'alça damunt un antic bastió i, com tota la façana marítima, les obres començaren força tard, cap a 1619, i no acabaren fins al segle xviii[42].
- La Portella. És una de les dues portes que es conserva. Es troba al final del carrer de la Portella, pocs metres més avançada del punt on hi ha la porta medieval. Com tota la façana marítima, les obres començaren força tard i no s'acabà fins a 1785.
- Bastió del Moll. Les obres començaren les primeres dècades del segle xvii i cap a 1620 devia estar força acabat[43].
- Porta del Moll. Es trobava alineada amb el carrer de Mar, molt a prop del lloc on ara hi ha l'estàtua de Ramon Llull. Com tota la façana marítima, les obres començaren força tard i no s'inaugurà fins a 1620, possiblement sobre l'antiga. El 1835 es bastí una nova porta, a llevant del bastió del Moll; així, passaren a anomenar-se Porta del Moll nova i Porta del Moll vella, conservada al jardí entre el Consolat de Mar i la Llonja[43][44].
- Bastió d'en Chacón o del Rosari. El segle xvii era solament una petita plataforma triangular, però el 1698 s'edificà un nou recinte, que el segle xix prengué el nom de la família Chacón, que hi tenia la casa devora[43].

Com es veu, les obres de la façana marítima no foren les prioritàries, fet que pot semblar contradictori amb l'amenaça que comportava el perill del corsarisme turc. Hom pensa que els motius poden ser que una invasió per terra era més fàcil que no pas directament per mar, que per això les incursions dels turcs havien comptat amb un desembarcament previ en cales amagades i després atacant per terra. A tot això, cal sumar-hi la possibilitat que el rei pretengués també defensar la ciutat d'un atac intern, atesa l'experiència amb les Germanies.
No fou, doncs, fins a mitjan segle xvii, gairebé cent anys després de començar les obres, que s'acabà la part de terra, i fins a cent anys més tard que s'acabà la façana marítima, en un moment en què les infraestructures ja eren, possiblement, obsoletes.
A més d'aquesta infraestructura, es bastiren dos revellins, el de la Porta del Camp, de la darreria del segle xvii, el de Sant Ferran i una tenalla, anomenada el Fortí, obra de Vicenç Mut, construïda entre 1650 i 1670. Ocupava l'espai situat entre els carrers de Damas Calvet i d'Eivissa, i donà nom a una plaça i un barri.
A més de les portes mencionades, la dècada de 1860 s'obrí una porta davant la Llonja a petició dels veïns del barri. Es tractà d'una solució de compromís davant les demandes d'enderrocar les murades i només existí durant 13 anys, atès que el 1873 s'esbucà la murada del bastió del Moll fins al bastió d'en Chacón, davant la plaça de la Drassana.

## L'enderrocament

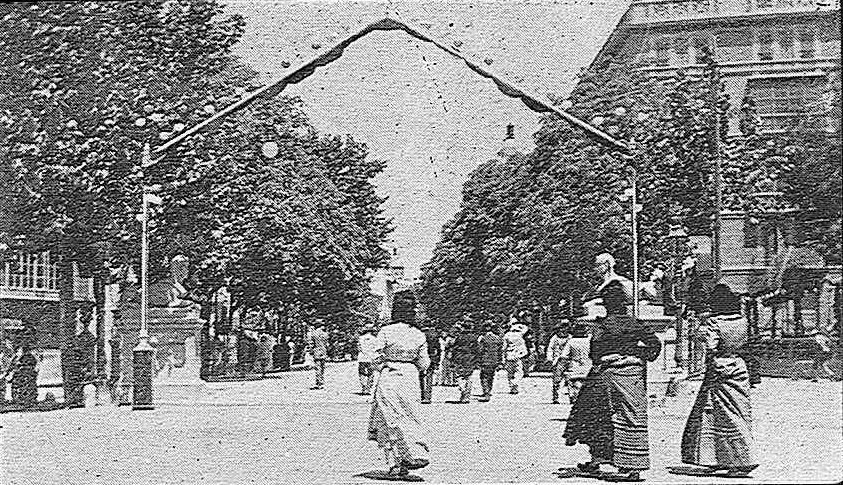
Festes de l'enderrocament de les murades, l'estiu de 1902 a la revista La Roqueta

Cap al segle xix les potències europees (però també els Estats Units d'Amèrica) es decidiren a eliminar la pirateria al Mediterrani. Pacificat el Mediterrani, les murades resultaven inútils i començaren a aparèixer veus que en demanaven l'enderrocament. No obstant això, així com quatre-cents anys abans la monarquia tirat envant el projecte de les murades amb l'oposició dels mallorquins, que la trobaven impossible de finançar, ara l'Ajuntament es trobava amb l'oposició de la mateixa monarquia per enderrocar-les. Els partidaris de tomar-les adduïen qüestions higienistes i de creixement, per bé que no faltaren interessos especulatius pel que fa als nous espais urbanitzables que resultarien. Apuntant en aquesta direcció, s'obrí una nova porta el 1860 davant les drassanes. Finalment, el 1873 s'enderrocà el primer segment, del bastió del Moll fins al d'en Chacón, però la qüestió no avançaria i la resta del recinte no es començaria a enderrocar fins a 1902, quan l'Ajuntament comprà a l'Estat les murades per poder-les enderrocar. Foren clau per aquesta operació personatges com el batle Mateu Enric Lladó, el futur president Antoni Maura, que el 1895, com a ministre de Gràcia i Justícia, aprovà una llei estatal d'enderrocament, el militar Valerià Weyler, qui actuà de nexe entre l'exèrcit i la ciutat, i l'enginyer Eusebi Estada, un dels principals partidaris de l'esbucament. Aquell mateix 1902 s'esbucà el segment comprès entre el carrer de la Volta de la Mercè i la Raconada de Santa Margalida, actual carrer de Sant Miquel. L'esbucament començà el mes d'agost, quan se celebrà un acte festiu per commemorar l'enderroc de la primera pedra, al Bastió d'en Sanoguera, per on començaren les obres. L'enderroc de les murades fou un procés llarg que se segmentà en diversos contractes que comprenien un bastió i un llenç de murada, cadascun dels quals es finançava amb la venda de les parcel·les de l'enderroc anterior.
Un punt conflictiu de procés d'esbucament fou el de la Porta de Santa Margalida, una porta de la murada medieval que no havia estat enderrocada amb la construcció de les murades noves pel seu valor simbòlic, atès que era la porta per on entrà el Rei en Jaume el 31 de desembre de 1229, quan conquerí la ciutat. La porta havia estat declarada Monument Nacional el 1908 i se'n preveia la preservació, però la nit del 27 de febrer de 1912 una brigada d'obrers de l'Ajuntament procedí a enderrocar-la per eixamplar el carrer. Els fets alçaren molta de polèmica i l'episodi fou molt comentat, fins al punt que la Junta Provincial de Monuments va presentar la seva dimissió.
El 1912, amb motiu de la construcció del Passeig Sagrera, es va enderrocar el Bastió d'en Chacón, que va deixar l'edifici de Can Chacón a primera línia, i el 1914 s'enderrocava la Porta de Santa Catalina. Bona part de les estructures foren enderrocades entre 1908 i 1913, però el procés s'allargà fins a 1932, amb l'enderroc del segment comprès entre els bastions de Sant Pere i del Sitjar. De tot plegat es conservà la murada que va del Bastió del Príncep a l'Almudaina i el Bastió de Sant Pere.